# Strada nazionale 54
La strada nazionale 54 era una strada nazionale del Regno d'Italia, che congiungeva Pisa alla strada nazionale 55 dell'Abetone nei pressi di San Marcello Pistoiese.
Venne istituita nel 1923 con il percorso "Pisa - Lucca - Borgo a Mozzano - Innesto con la nazionale 55 presso S. Marcello Pistoiese".
Nel 1928, in seguito all'istituzione dell'Azienda Autonoma Statale della Strada (AASS) e alla contemporanea ridefinizione della rete stradale nazionale, il suo tracciato costituì il tratto iniziale della strada statale 12 dell'Abetone e del Brennero.